# Wohn- und Wirtschaftsgebäude Bettingbührener Straße 41
Das Wohn- und Wirtschaftsgebäude Bettingbührener Straße 41 in Berne-Bettingbühren an der Ollen stammt aus dem 18. Jahrhundert.
Aktuell (2023) wird es vermutlich landwirtschaftlich genutzt.
Das Gebäude steht unter Denkmalschutz (siehe auch Liste der Baudenkmale in Berne).

## Beschreibung
Das eingeschossige giebelständige Wohn- und Wirtschaftsgebäude als Zweiständer-Hallenhaus in Fachwerk mit Steinausfachungen, reetgedecktem Krüppelwalmdach, Niedersachsengiebel, vorkragendem Wirtschaftsgiebel auf profilierten Knaggen, erhaltenem Innengerüst sowie der Grooten Door mit Rundbogen stammt von 1764 (Inschrift). Der Wirtschaftsteil wurde wohl am Ende des 19. Jahrhunderts erneuert.
Auf der Hofanlage stehen weitere nicht denkmalgeschützte Nebenanlagen.
Das Landesdenkmalamt befand: „… geschichtliche Bedeutung … als beispielhaftes Fachwerkhallenhaus des späten 18. Jhs. … .“